# Supercopa Libertadores
Supercopa Libertadores reprezintă Supercupa Americii de Sud.

## Participanți 1988–1997
- Argentinos Juniors
- Boca Juniors
- Estudiantes
- Independiente
- Racing
- River Plate
- Vélez Sársfield
- Cruzeiro
- Flamengo
- Grêmio
- Santos
- São Paulo
- Vasco da Gama
- Colo Colo
- Atlético Nacional
- Olimpia
- Nacional
- Peñarol

## Câștigători
| Echipa          | Trofee | Finale | Anii trofeelor | Anii finalelor |
| --------------- | ------ | ------ | -------------- | -------------- |
| Cruzeiro        | 2      | 2      | 1991, 1992     | 1988, 1996     |
| Independiente   | 2      | 1      | 1994, 1995     | 1989           |
| River Plate     | 1      | 1      | 1997           | 1991           |
| São Paulo       | 1      | 1      | 1993           | 1997           |
| Racing          | 1      | 1      | 1988           | 1992           |
| Boca Juniors    | 1      | 1      | 1989           | 1994           |
| Olimpia         | 1      | 0      | 1990           | —              |
| Vélez Sársfield | 1      | 0      | 1996           | —              |
| Flamengo        | 0      | 2      | —              | 1993, 1995     |
| Nacional        | 0      | 1      | —              | 1990           |